# Johan Svensson (fabrikör)

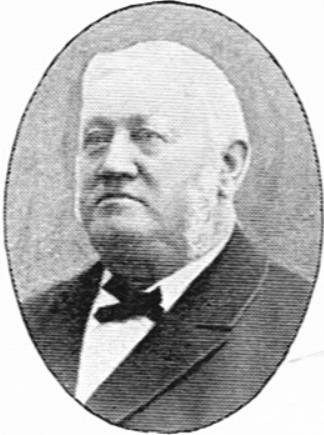
Johan Svensson.

Johan Svensson, född 3 maj 1834 i Värnamo, död 18 juli 1908 i Söderhamn, var en svensk fabrikör.
Svensson inträdde bryggeriindustrin 1852 och blev bryggmästare i Söderhamn 1855. Han var innehavare av egen bryggerirörelse i Söderhamn från 1870 och efter dess ombildning till J. Svenssons Bryggeriaktiebolag 1892 verkställande direktör för detta bolag. Han var medlem av Svenska bryggareföreningen från 1885 och av dess styrelse 1885–1897. Han är även känd som initiativtagare till den 1886 tillkomna järnvägsstationen Söderhamns västra (vilken placerades i närheten av bryggeriet) vid statsbanan Kilafors–Söderhamn–Stugsund.